# 開鋒
開鋒，又稱開刃，係指將冷兵器欲使之鋒利處經打磨處理後使之鋒利的程序。
可用機器打磨或是手工打磨開刃。

## 分類
- 單面單鋒：如剪刀、拆信刀；
- 雙面單鋒：如果汁機、除草機；
- 單面雙鋒：如刀、鋸、單面斧；
- 雙面雙鋒：如劍、匕首、扁鑽、双面斧。

## 方法
其方式大同小異，主要是依照欲開鋒的類型做不同角度的處理。
其流程大致上是:選定開刃面→單面或雙面粗磨使銳角出現且磨薄刀身降低切割時的摩擦力→細磨使鋒口鋒利→拋光消除打磨痕跡。
單面單鋒
以剪刀為例，胚型為一直角三角型，選定欲磨利角後將兩個面做固定，單一面持續打磨使單一角呈現銳角，粗磨使銳角與底平面密合形成鋒口,後細磨刃使之鋒利，平面處切勿打磨。最後拋光去除打磨痕跡。
雙面單鋒
步驟同上，兩邊刀刃流程相同，需注意的是兩邊刀刃的對稱。
單面雙鋒
以刀為例,刀背平放，將刀胚刀口朝上，粗磨左右兩面使之形成銳角刃口，注意兩側需平衡對稱，後將其刃處細磨使之鋒利，後拋光消除打磨痕跡。
雙面雙鋒
其流程大同小異，以劍為例，將劍胚從劍心分做上下左右四等份，因劍是屬於雙面雙鋒的開鋒型制，固需要依序做四面打磨的動作。由劍首直視其劍身為一菱形，先平放劍身後從劍身中心直分左右兩邊，將上下兩邊平均粗磨成對稱且薄的銳角，反面同樣粗磨；後細磨欲磨利的鋒口，使之鋒利，最後拋光去除研磨痕跡。